# Eusebio Martínez de Mollinedo
Eusebio Martínez de Mollinedo (Salta, 1794 - La Paz, 1841) fue un militar argentino que participó en la guerra de la independencia y en las guerras civiles de su país, así como en la guerra entre la Confederación Perú-Boliviana y Chile.

## Trayectoria
Era hijo del coronel Lorenzo Martínez de Mollinedo y Feliciana de Toledo Pimentel. En su juventud se incorporó como soldado al Ejército del Norte y participó en las batallas de Tucumán, tras la cual fue ascendido al rango de teniente, Salta, Vilcapugio y Ayohuma. Fue ayudante de plaza del gobernador interino Antonino Fernández Cornejo.
Se incorporó a la Compañía de Partidarios, parte de las milicias gauchas del entonces coronel Martín Miguel de Güemes, participando en decenas de combates de la guerra gaucha, durante la cual las milicias salteñas impidieron repetidamente las sucesivas invasiones realistas contra las Provincias Unidas del Río de la Plata. Tuvo especial actuación en los combates de El Bañado y Cerrillos. Fue ayudante de campo del gobernador Güemes.
En 1821 formó parte del ejército salteño que invadió la provincia de Tucumán, y que fue derrotado en la batalla de Rincón de Marlopa. A su regreso, participó en la lucha contra la última invasión realista, que costó la vida a Güemes.
Con el grado de coronel formó parte del ejército del general Juan Antonio Álvarez de Arenales al Alto Perú. En 1831, tras la derrota de la Liga del Interior, se exilió en Bolivia. Se incorporó al ejército del general Andrés de Santa Cruz; aunque no participó en la guerra contra la Confederación Argentina, en cambio participó en el frente norte, en la guerra contra Chile, combatiendo en la batalla de Yungay.
Murió en la ciudad de La Paz el 8 de diciembre de 1841. Estaba casado con Concepción de Ormaechea, con quien tuvo al menos tres hijos.
Una localidad de la provincia de Salta lleva su nombre, así como varias calles en distintas ciudades del país, incluyendo una calle céntrica de la ciudad de Salta.